# Список керівників Прикарпатського університету
Список керівників Прикарпатського національного університету імені Василя Стефаника на його попередників у період від 1940 року до сьогодні.

## Станіславський учительський інститут
Директори Станіславського учительського інституту
Плотницький Федір Іванович 1940—1941
Король Микола Олексійович 1944—1945
Божко Трохим Захарович 1945—1949
Буяло Віктор Андрійович 1949—1950

## Станіславський педагогічний інститут
Директори Станіславського педагогічного інституту
Швецов Костянтин Іванович 1950—1953
Гречух Григорій Теодорович 1953—1956
Шевченко Іван Гнатович 1956—1957
Ректори Станіславського педагогічного інституту
Кравець Василь Мусійович 1957—1967

## Івано-Франківський педагогічний інститут імені Василя Стефаника
Ректори Івано-Франківського педагогічного інституту імені Василя Стефаника
Устенко Олександр Андрійович 1967—1980
Васюта Іван Кирилович 1980—1982
Кучерук Іван Митрофанович 1982—1986
Кононенко Віталій Іванович 1986—1991

## Прикарпатський національний університет імені Василя Стефаника
Кононенко Віталій Іванович 1991—2005
Остафійчук Богдан Костянтинович 2005—2012
Цепенда Ігор Євгенович з 2012